# 柳泉铺乡
柳泉铺乡是中国河南省南阳市镇平县下辖的一个乡。

## 行政区划
柳泉铺乡下辖：柳泉铺村、田岗村、王河村、温营村、大庄寺村、新集村、大湖村、西沟村、温岗村、后洼村、付营村、青山村、朝阳村、李老庄村、大榆树村、任家庄村、黄楝岗村、大马庄村、范营村。